# The Purple Lily
The Purple Lily è un film muto del 1918 diretto da Fred Kelsey su un soggetto di Archer MacMackin. Prodotto e distribuito dalla World Film, era interpretato da Kitty Gordon, Frank Mayo, Muriel Ostriche, Charles Wellesley, Clay Clement.

## Trama

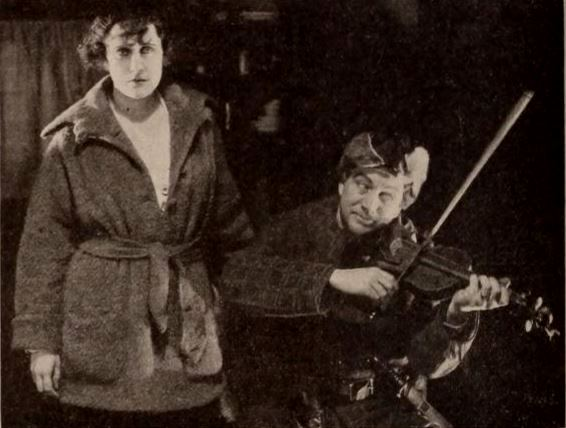
Kitty Gordon e (probabilmente) Frank Mayo

Sir Philip Bradley, un uomo d'affari londinese, si reca in Canada per fare delle ricerche su alcune proprietà minerarie ma scopre che un'altra azienda ha già incaricato James Caldwell, un giovane ingegnere, di fare una perizia sul territorio. Sir Philip affida allora l'incarico di sottrarre a Caldwell i suoi rilevamenti a Marie Burguet, la moglie di un giocatore d'azzardo. Marie, che ha lasciato le montagne dov'è nata per la meno monotona vita di città, è una donna bella e seducente che non esita a sfoderare il proprio fascino per irretire l'ingegnere. Ma Frank, il marito di Marie, mette le mani sui documenti, insistendo per tenersi lui il denaro della ricompensa che le aveva promesso Bradley, provocando così una violenta lite con la moglie.
A Montreal, James si rende conto di essere stato ingannato. Incontrati in un locale Frank e Marie, aggredisce rabbiosamente Frank. I due vengono interrotti dal presidente della compagnia che aveva incaricato James dell'indagine: sir Philip è stato arrestato e i documenti sono stati recuperati. Frank viene arrestato mentre Marie, che si è pentita di ciò che ha fatto, lascia la città per tornare in montagna da suo padre.

## Produzione
Il film fu prodotto dalla World Film. Venne girato con il titolo di lavorazione The Devil's Dice. Alcune scene in esterni furono girate sui Monti Adirondack, nello stato di New York.

## Distribuzione
Il copyright del film, richiesto dalla World Film Corp., fu registrato l'11 aprile 1918 con il numero LU12294. Distribuito dalla World Film, il film uscì nelle sale cinematografiche statunitensi il 22 aprile 1918.
Non si conoscono copie ancora esistenti della pellicola che viene considerata presumibilmente perduta.